# Варта (город)
Варта (пол. Warta) — город в Польше, входит в Лодзинское воеводство, Серадзкий повят. Занимает площадь 10,84 км². Население — 3392 человек (на 2004 год).

## История

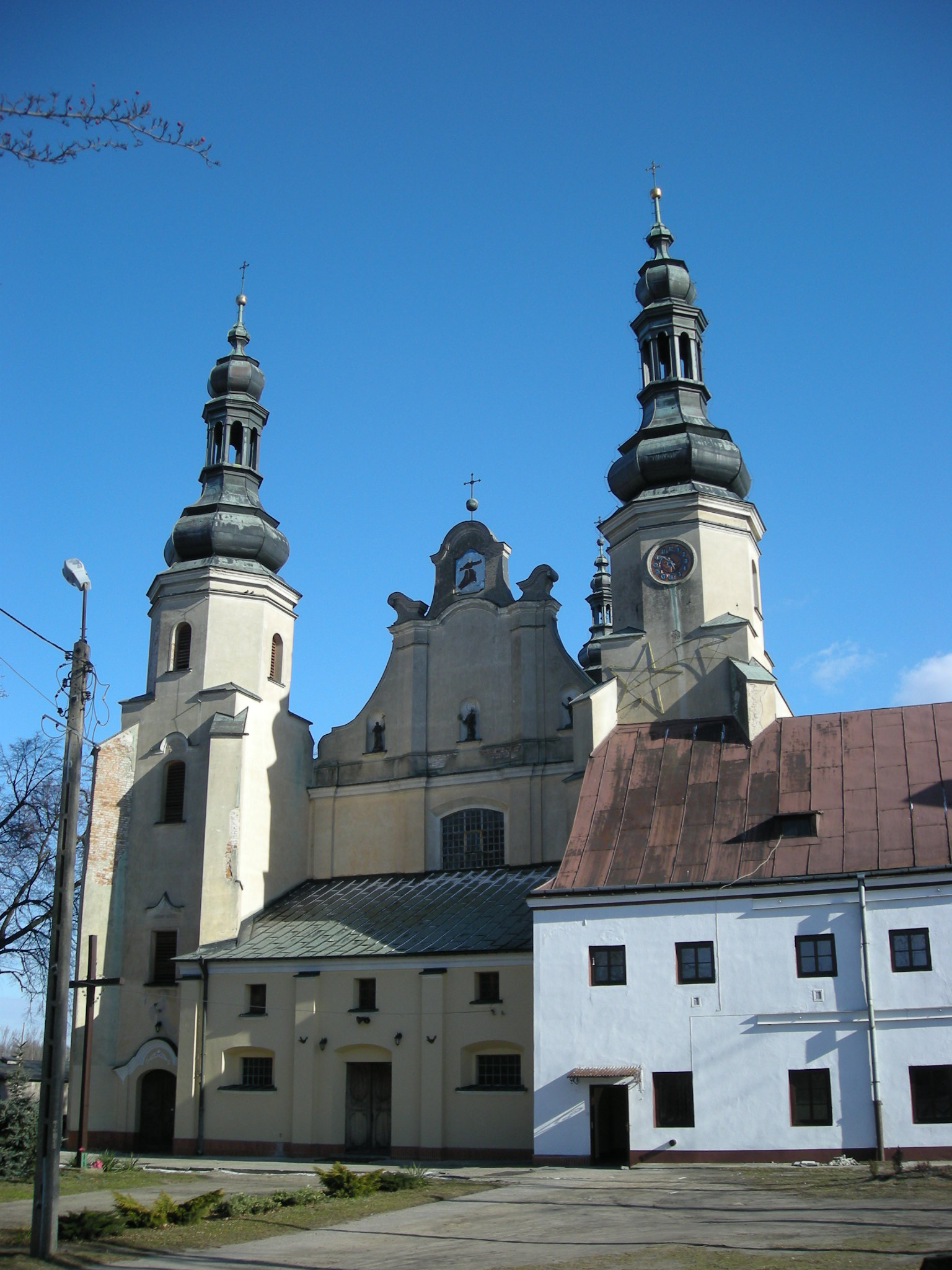
Бернардинский костёл и монастырь в Варте

Во время Второй мировой войны на территории города нацистами было организовано гетто. Оно существовало с февраля 1940 года по август 1942 года. В августе 1942 около тысячи узников гетто были отправлены в лагерь смерти Хелмно.